# Mierea, Gorj
Mierea este un sat în comuna Crușeț din județul Gorj, Oltenia, România.